# Borivka, Cernivți
Borivka (în ucraineană Борівка) este o comună în raionul Cernivți, regiunea Vinnița, Ucraina, formată numai din satul de reședință.

## Demografie
Componența lingvistică a satului Borivka
     Ucraineană (99,25%)
     Alte limbi (0,74%)
Conform recensământului din 2001, majoritatea populației satului Borivka era vorbitoare de ucraineană (99,25%), existând în minoritate și vorbitori de alte limbi.